# Prefeituras da República Popular da China

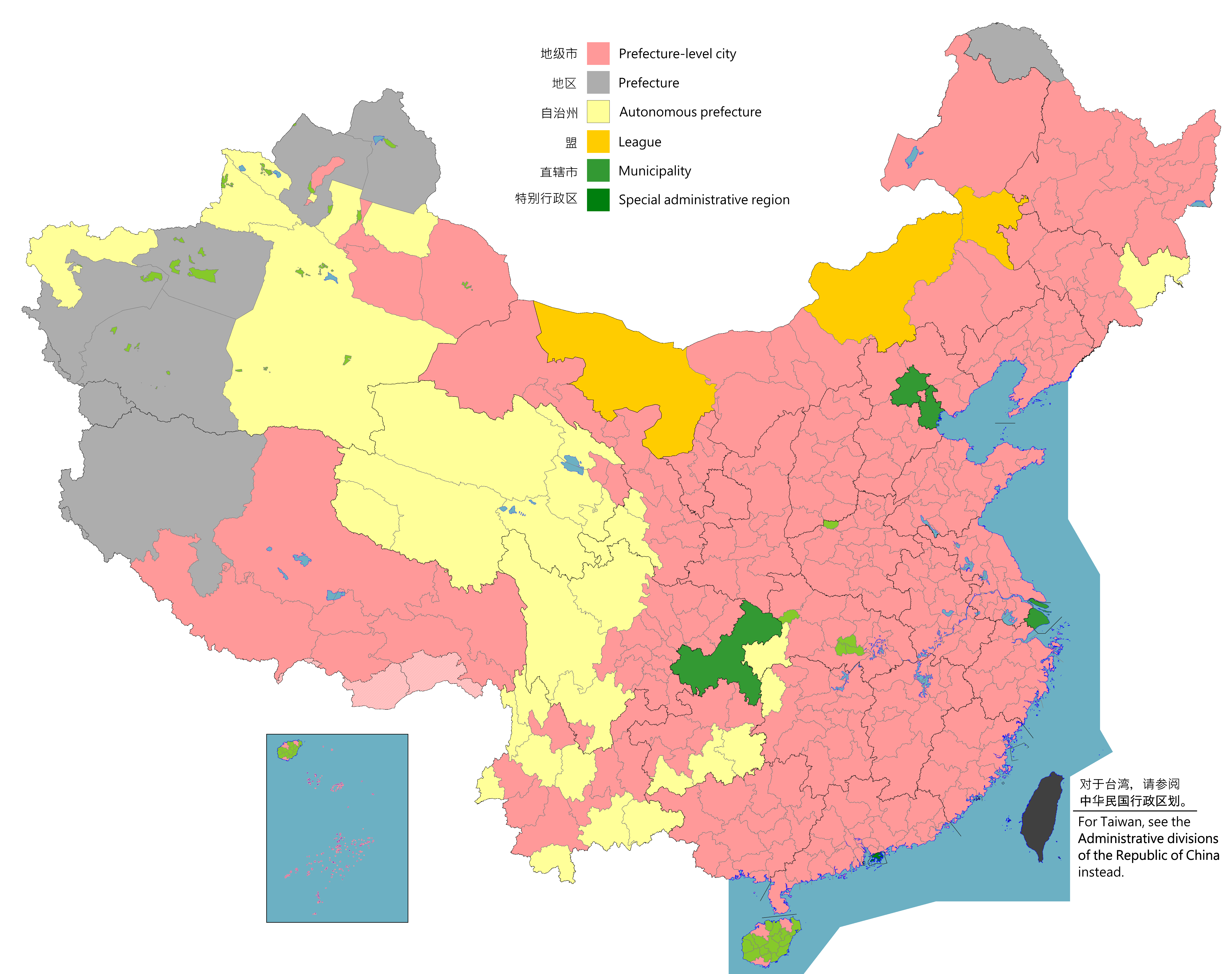
Um mapa das divisões de nível de província da China (incluindo cidades de nível sub-prefeiturais)

A prefeitura(地区 ; pinyin : dìqū) é o segundo nível de subdivisão do território da República Popular da China. Existem ao todo 17 perfeituras no país. A maioria das prefeituras foram substituídas por cidades com nível prefeitural.
Na região autónoma da Mongólia Interior a divisão é semelhante mas adquire o nome de Liga.